# Club Deportivo Marte
El Club Deportivo Marte o Marte Futbol Club fue un equipo profesional de fútbol mexicano que jugó en la Primera División de México y que fue fundado en la Ciudad de México, lugar que mantuvo como sede hasta 1953, cuando se mudó a Cuernavaca, Morelos.
El Marte fue uno de los equipos más competitivos durante la primera mitad del siglo XX en el fútbol mexicano, y que durante la segunda mitad del siglo, pasaría de la gloria de un campeonato al descenso y desaparición en menos de 2 años.

## Historia
En el México posrevolucionario la presencia de los militares en todos los ámbitos de la sociedad era algo cotidiano y por eso nadie se sorprendió cuando apareció en la liga de fútbol un equipo patrocinado por la Secretaría de Guerra y Marina.
Al general Rafael M. Aguirre le gustaba el fútbol y por eso financiaba un equipo que llevaba el nombre de la oficina de a Secretaría de Guerra y Marina que él atendía: Cuenta y Administración. En 1921, cuando decidieron solicitar su ingreso a la Federación Mexicana de Fútbol, se percataron de que con ese nombre no asustaban a nadie y por ello adoptaron el de Guerra y Marina.
Dos años más tarde, obligados por los nuevos estatutos de la federación, que prohibían la admisión de equipos con nombres de dependencias oficiales, el Guerra y Marina se transformó en el Son-Sin, anagrama de Sonora y Sinaloa. El nombre no estaba mal, pues por entonces los sonorenses mandaban en el país. A raíz de la rebelión delahuertista, el general Aguirre fue enviado a Guaymas y el equipo se desintegró al finalizar la temporada 1923-1924.
A su regreso a la capital, el general Aguirre se puso en contacto con Óscar Bonfiglio —sonorense también, portero fundador del Guerra y Marina—, para planear el retorno del equipo. Ya con el plantel nuevamente en pie, enfrentaron al Nacional de Montevideo y lograron mantener el cero a cero hasta el minuto 30 del segundo tiempo, a base de un fútbol que agradó al público. De inmediato iniciaron los trámites para su reingreso a la federación, ahora bajo el nombre de Club Marte.
Es entonces cuando el general Aguirre toma una decisión trascendental para su equipo y para todo el fútbol mexicano. Viaja a Guadalajara y convence a casi la mitad de los jugadores de la Selección Jalisco de mudarse a la capital para jugar con el Marte. Gracias a “La Venada” Alatorre, Ignacio “El Calavera” Ávila, Tomás “El Poeta” Lozano, Lorenzo “La Yegua” Camarena, “El Patarata” Hernández y “El Moco” Hilario López, la influencia del estilo tapatío en el fútbol de la Ciudad de México se hace más evidente.
En la temporada de 1929 el Marte solo sufrió una derrota y se llevó el título de campeón. Todo parecía marchar bien, incluso realizaron una gira por Cuba y Estados Unidos, hasta que a mediados de 1931 el secretario de Guerra y Marina, general Joaquín Amaro, dispuso que todo el personal que ostentara un cargo militar debía pasar al servicio activo y como en el Marte los jugadores cobraban un sueldo en la milicia, muchos prefirieron dejar el equipo antes que darse de alta de manera oficial.
Los jugadores tapatíos traídos por el general Aguirre decidieron aceptar una oferta que, aprovechando con inteligencia el momento, les hizo el Necaxa para incorporarse a sus filas. De ahí en adelante el Marte fue en picada y el Necaxa comenzó a sentar las bases del cuadro que lo haría famoso en los años treinta.
En sus inicios, el equipo tenía la particularidad de estar formado por miembros del ejército mexicano.
La primera participación del "Club Deportivo Marte" en el campeonato de Primera Fuerza fue en la temporada 1928-1929. Durante esta primera etapa ganaría 2 de sus 3 títulos.

#### Primer campeonato
El primero de los títulos fue en la temporada 1928-1929, apenas en su año de debut, terminó con 14 puntos en 8 encuentros, un total de 7 victorias y 1 sola derrota (Cabe recordar que en aquel entonces se otorgaban solo 2 puntos a los ganadores).
|   | Equipo    | J | G | E | P | Pts |
| 1 | Marte FC  | 8 | 7 | 0 | 1 | 14  |
| 2 | España FC | 8 | 6 | 1 | 1 | 13  |
| 3 | América   | 8 | 5 | 1 | 2 | 11  |
| 4 | Atlante   | 8 | 5 | 0 | 3 | 10  |
| 5 | Necaxa    | 8 | 5 | 0 | 3 | 10  |
| 6 | Asturias  | 8 | 3 | 1 | 4 | 7   |
| 7 | Germania  | 8 | 2 | 0 | 6 | 4   |
| 8 | Aurrerá   | 8 | 0 | 2 | 6 | 2   |
| 9 | México FC | 8 | 0 | 1 | 7 | 1   |

Este equipo estaba formado por:

#### Segundo Campeonato
El segundo campeonato llegaría en la temporada 1942-1943, después de 14 años de sequía el Marte conseguiría su segundo título, superando al Atlante en la tabla general. Con una victoria de 1-0 sobre el Moctezuma de Orizaba los marcianos amarrarían el campeonato. La tabla general terminaría de la siguiente manera:
|   | Equipo            | J  | G | E | P | Pts |
| 1 | Marte FC          | 14 | 8 | 3 | 3 | 19  |
| 2 | Atlante           | 14 | 7 | 4 | 3 | 18  |
| 3 | Necaxa            | 14 | 7 | 3 | 4 | 17  |
| 4 | Moctezuma         | 14 | 5 | 3 | 6 | 13  |
| 5 | Selección Jalisco | 14 | 5 | 2 | 7 | 12  |
| 6 | España            | 14 | 4 | 4 | 6 | 12  |
| 7 | América           | 14 | 5 | 1 | 8 | 11  |
| 8 | Asturias          | 14 | 4 | 2 | 8 | 10  |

Un jugador que destacó en el campeonato de 1942- 43, fue el mediocampista Víctor Manuel Piñal Vázquez, el cual formaba una media temible junto con José Luis Borbolla, padre, y estos dos jugadores, de la mano del "Pirata" Luis de la Fuente ayudaron a que el equipo Marte consiguiera el campeonato.

### Era Profesional
El profesionalismo llegaría al fútbol mexicano en el año de 1943. En este primer torneo participarían 6 equipos de la antigua Liga del Distrito Federal, uno de ellos fue el Marte, convirtiéndose así en fundador de la actual Primera división mexicana.
La primera temporada (1943-1944) no dejaría buenos resultados, el equipo fue aplastado varias veces por sus contrincantes y quedaría en último lugar de la tabla con tal solo 4 victorias, un total de 12 puntos.
Para la temporada 1952-1953 el Marte cambiaría de sede a la ciudad de Cuernavaca, Morelos. Y tan solo 1 año después de varias temporadas mediocres donde el equipo no pasaba de media tabla, llegaría un equipo que vino a recordar a los aficionados el poderío que contaba el equipo en su era amateur.
| Temporada    | División    | Posición | Suceso            |
| ------------ | ----------- | -------- | ----------------- |
| 1943-44      | Primera     | 10°      | Ingreso a la liga |
| 1944-45      | Primera     | 11°      | Ninguno           |
| 1945-46      | Primera     | 12°      | Ninguno           |
| 1946-47      | Primera     | 15°      | Ninguno           |
| 1947-48      | Primera     | 13°      | Ninguno           |
| 1948-49      | Primera     | 11°      | Ninguno           |
| 1949-50      | Primera     | 9°       | Ninguno           |
| 1950-51      | Primera     | 11°      | Ninguno           |
| 1951-52      | Primera     | 10°      | Ninguno           |
| 1952-53      | Primera     | 7°       | Ninguno           |
| 1953-54      | Primera     | 1°       | Campeón           |
| 1954-55      | Primera     | 12°      | Descenso          |
| 1955-56      | Segunda     | 13°      | Desaparición      |
| 1992-93      | Segunda     | 9°       | Reaparición       |
| 1993-94      | Segunda     | 6°       | Ninguno           |
| 1994-95      | Primera 'A' | 7°       | Ninguno           |
| 1995-96      | Primera 'A' | 15°      | Ninguno           |
| Invierno '96 | Primera 'A' | 3°       | Ninguno           |
| Verano '97   | Primera 'A' | 16°      | Ninguno           |
| Invierno '97 | Primera 'A' | 21°      | Ninguno           |
| Verano '98   | Primera 'A' | 21°      | Desaparición      |
| Invierno '98 | Segunda     | 3°       | Ninguno           |
| Verano '99   | Segunda     | 22°      | Cuartos           |
| Invierno '99 | Segunda     | 0        | Ninguno           |
| Verano '00   | Segunda     | 8°       | Campeón           |
| Invierno '00 | Primera 'A' | 4°       | Reaparición       |
| Verano '01   | Primera 'A' | 8°       | Desaparición      |

#### Primer Campeonato Profesional
En la temporada 1953-1954, a mando de Ignacio Trelles, el equipo del Marte lograría coronarse por tercera ocasión en su historia, y por primera vez en el máximo circuito profesional.
|    | Equipo      | J  | G  | E | P  | Pts |
| 1  | Marte FC    | 22 | 11 | 4 | 7  | 26  |
| 2  | Oro         | 22 | 12 | 1 | 9  | 25  |
| 3  | Puebla      | 22 | 8  | 9 | 5  | 25  |
| 4  | Tampico     | 22 | 9  | 5 | 8  | 23  |
| 5  | Toluca      | 22 | 8  | 7 | 7  | 23  |
| 6  | Guadalajara | 22 | 9  | 4 | 9  | 22  |
| 7  | Necaxa      | 22 | 9  | 4 | 9  | 22  |
| 8  | León        | 22 | 10 | 1 | 11 | 21  |
| 9  | América     | 22 | 7  | 6 | 9  | 20  |
| 10 | Zacatepec   | 22 | 9  | 2 | 11 | 20  |
| 11 | Atlante     | 22 | 7  | 5 | 10 | 19  |
| 12 | Atlas       | 22 | 7  | 4 | 11 | 18  |

Este equipo estaba formado por:
Más tarde ese mismo año, 1954, ganaría el campeón de Campeones ante el campeón de copa, el América, con un marcador de 3-2.

#### Descenso
Sin embargo, la suerte que le dio el cambio de sede a Cuernavaca no duraría mucho, pues en la siguiente temporada (1954-1955), a mando de Servando Vargas, el Marte descendería a la Segunda división. Este descenso fue fatal y el Marte nunca regresaría a Primera División, lo que llevó a la eventual desaparición del equipo.
Otro descenso que sufrió el equipo Marte, esta vez a segunda división, fue en el año 1997 al mando de Jorge "Coco" Gómez, fue un año plagado de problemas directivos, cambio de dueños, pagos incumplidos a los jugadores, división de intereses en el vestidor; lo que provocó el inminente descenso del equipo. En aquel plantel se encontraban jugadores como Ali Fernández, Enrique Guzmán, Israel Hernández Pat, Jorge Betancourt, Fabián Luna, Gerardo Duron, Ary Da SIlva, entre otros, cabe mencionar que el inicio del torneo lo dirigió José Luis "Pareja" López.

#### Expulsión de la FMF
En 1956 ya jugando en Segunda división mexicana el Marte fue expulsado de la Federación Mexicana de Fútbol, por el hecho de haber alineado a dos jugadores "Cachirules" en el juego contra Morelia. Al percatarse de esto los Canarios del Morelia impusieron una queja ante la Federación la cual determinó el día 18 de diciembre de 1956 que el equipo sería expulsado de toda competencia.

### Actualidad
En los últimos tiempos han existido varios intentos por revivir al Club Marte, el último de ellos fue un proyecto conocido como Marte Morelos. Este equipo tuvo sus altas y bajas, y peleó por muchos años en las divisiones inferiores, por sus filas pasaron jugadores importantes como Francisco Gabriel de Anda en la temporada 1992. El equipo estuvo en la Primera división 'A' hasta el Verano 1998 cuando descendió.

#### Cuarto campeonato
El último título conseguido fue en la Segunda división, cuando el Marte Morelos alcanzó la final del torneo de Verano 2000 coronándose campeón. En el 2000 también, lograría de nuevo el Ascenso al ganar la final de ascenso ante el CF Cuautitlán. Debutarían en Primera división 'A' y en el torneo Verano 2001 llegarían a cuartos de final contra La Piedad, cayendo por marcador de 3-2 global.
Más tarde el equipo cambia de nombre a Potros Marte Pegaso, y ascenderían de nuevo en el 2000 pero cambiarían de sede a la ciudad de Acapulco, Guerrero.

## Jugadores

### Campeones de Goleo
- 1942-1943 Manuel Alonso
- 1994-1995 Marco Antonio de Almeida (en la Primera División 'A')

## Palmarés

### Época amateur
| Competición nacional                        | Títulos          | Subcampeonatos |
| ------------------------------------------- | ---------------- | -------------- |
| Campeonato de Primera Fuerza/Liga Mayor (2) | 1928-29, 1942-43 |                |

### Época profesional
| Competición nacional           | Títulos          | Subcampeonatos |
| ------------------------------ | ---------------- | -------------- |
| Primera División de México (1) | 1953-54          |                |
| Campeón de Campeones (2)       | 1942-43, 1953-54 |                |
| Segunda División de México (1) | Verano 2000      |                |